# Il precursore

Il precursore, giornale della rigenerazione italiana (en français Le Précurseur, journal de la régénération italienne) fut un hebdomadaire mazzinien, supplément de L'italiano publié pour la première fois le 8 octobre 1836. 

## Historique
Journal gratuit de huit pages de très petit format (la moitié d'une feuille de papier à lettres), on en connaît seulement quatre numéros.